# Bogumiła Berdychowska
Bogumiła Berdychowska-Szostakowska (ur. 10 stycznia 1963 w Nowym Sączu) – polska publicystka i dziennikarka, specjalizująca się w historii Ukrainy i stosunkach polsko-ukraińskich.

## Życiorys
Ukończyła liceum medyczne w Nowym Sączu, następnie filologię polską na Katolickim Uniwersytecie Lubelskim. Od 1991 do 1993 pracowała w Ośrodku Studiów Wschodnich. W latach 1989–1994 kierowała Biurem ds. Mniejszości Narodowych w Ministerstwie Kultury i Sztuki. Następnie do 2002 była zastępczynią dyrektora V Programu Polskiego Radia. Współpracuje lub współpracowała z Ośrodkiem Myśli Politycznej oraz Fundacją im. Stefana Batorego, a także Kolegium Europy Wschodniej im. Jana Nowaka-Jeziorańskiego. Objęła funkcję sekretarza Forum Polsko-Ukraińskiego, a także kierowniczki działu programów stypendialnych w Narodowym Centrum Kultury w Warszawie, przydzielającego stypendia ludziom kultury i nauki z byłego Związku Radzieckiego. Zajęła się koordynowaniem polsko-ukraińskiej wymiany młodzieży. Autorka publikacji m.in. w „Tygodniku Powszechnym” i „Więzi”. W 2014 współzałożycielka i członkini Komitetu Obywatelskiego Solidarności z Ukrainą (KOSzU).
Jest siostrą Zygmunta Berdychowskiego.

## Odznaczenia i wyróżnienia
- Krzyż Oficerski Orderu Odrodzenia Polski – 2012[8][1]
- Krzyż Wolności i Solidarności – 2024[9]
- Złoty Krzyż Zasługi – 2005[10]
- Order Księżnej Olgi III klasy – Ukraina, 2009[11]
- Nagroda Fundacji Antonowyczów(inne języki) – 2010[12]
- Nominacja do Nagrody „Rzeczpospolitej” im. Jerzego Giedroycia – 2007[5]

## Wybrane publikacje
- Mniejszości Narodowe w Polsce: informator (red.), Wydawnictwo Sejmowe, Warszawa 1995.
- Bunt pokolenia: rozmowy z intelektualistami ukraińskimi. Rozmawiały i opatrzyły komentarzem Bogumiła Berdychowska, Ola Hnatiuk, UMCS, Lublin 2000.
- Jerzy Giedroyc. Emigracja ukraińska. Listy 1950–1982 (oprac.), Czytelnik, Warszawa 2004.
- Polska-Ukraina. Osadczuk. Księga jubileuszowa ofiarowana profesorowi Bohdanowi Osadczukowi w 85. rocznicę urodzin (współredaktor z Olą Hnatiuk), UMCS, Lublin 2007.
- Ukraina. Ludzie i książki, Kolegium Europy Wschodniej, Wrocław 2006.